# Hualas
Hualas es un caserío peruano ubicado en el distrito de Buenos Aires, perteneciente a la provincia de Morropón del departamento de Piura, al norte del Perú. 

## Ubicación
Hualas se ubica al sur de la provincia de Morropón, en el distrito de Buenos Aires, en el departamento de Piura.

## Demografía
En 2017 Hualas tenía una población de 63 habitantes.
| Gráfica de evolución demográfica de Hualas entre 1993 y 2017 |
|                                                              |
| Fuentes: Población 1993 y 2017                               |